# Répertoire International des Sources Musicales
Répertoire International des Sources Musicales (RISM, ang. International Inventory of Musical Sources, niem. Internationales Quellenlexikon der Musik, pol. Międzynarodowy Katalog Źródeł Muzycznych) – międzynarodowa organizacja non-profit założona w Paryżu w 1952 roku. Celem organizacji jest możliwie szerokie dokumentowanie źródeł muzycznych na całym świecie. RISM jest największą tego typu organizacją oraz jedyną, która działa globalnie w celu katalogowania źródeł muzycznych. RISM jest też jednym z czterech projektów bibliograficznych wspieranych przez Międzynarodowe Stowarzyszenie Muzykologiczne oraz Międzynarodowe Stowarzyszenie Bibliotek Muzycznych obok takich przedsięwzięć jak Międzynarodowa Bibliografia Literatury Muzycznej (RILM, założony w Warszawie w 1966), Międzynarodowa Bibliografia Ikonografii Muzycznej (RIdIM, założony w 1971), oraz Międzynarodowa Bibliografia Czasopism Muzycznych (RIPM, założony w 1980 roku).
Wkrótce po założeniu RISM, A.H. King nazwał go „jednym z najodważniejszych długoterminowych przedsięwzięć, jakie kiedykolwiek podjęto w zakresie opracowania materiału źródłowego, na gruncie którejkolwiek z dziedzin humanistyki.”
W bazie RISM katalogowane są rękopisy muzyczne, druki, traktaty teoretyczne oraz Libretta. Są to źródła, które przechowywane są w Bibliotekach, Archiwach, Kościołach, kolekcjach prywatnych i in. RISM ustala, jakie źródła istnieją oraz gdzie są przechowywane. Przez wielu badaczy RISM jest uznawany za główne źródło informacji na temat źródeł muzycznych na świecie.
Praca RISM w tworzeniu kompleksowego katalogu spełnia dwojaki cel: z jednej strony kumulowana jest wiedza na temat źródeł muzycznych, a z drugiej strony informacje te są udostępniane uczonym i wykonawcom.

## Organizacja

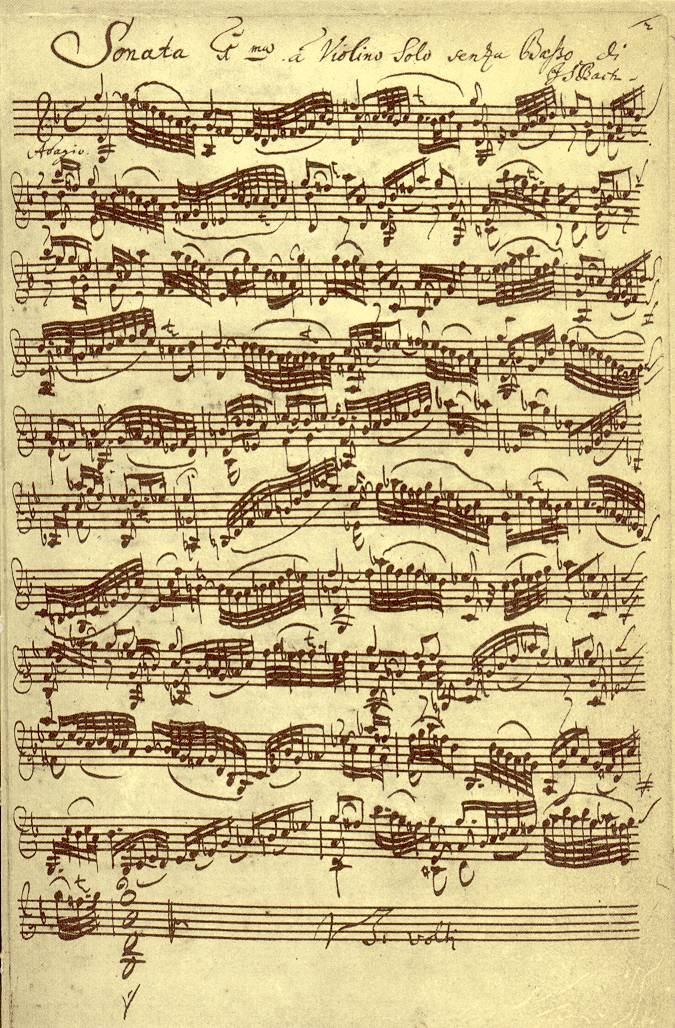
Przykładowy autograf muzyczny: Johann Sebastian Bach, Sonata na skrzypce solo, BWV 1001, zachowana w Bibliotece Państwowej w Berlinie (nr identyfikacyjny RISM 467096701)

W ponad 35 krajach działa jedna bądź więcej grup roboczych (komórek) RISM biorących udział w projekcie katalogowania źródeł muzycznych. Około 100 spośród komórek katalogują źródła zachowane w krajach ich działalności. W tym celu posługują się katalogiem centralnym (centralną bazą danych), który jest utrzymywany przez RISM Zentralredaktion (Centralną Redakcję RISM) we Frankfurcie nad Menem.
Źródła muzyczne w bazie RISM oraz osoby działające w aktywnych grupach roboczych RISM znajdują się w następujących krajach:
- Afganistan
- Andora
- Argentyna
- Australia
- Austria
- Azerbejdżan
- Białoruś
- Belgia
- Brazylia
- Bułgaria
- Kanada
- Chiny
- Kolumbia
- Chorwacja
- Czechy
- Dania
- Egipt
- Estonia
- Finlandia
- Francja
- Niemcy
- Gruzja
- Grecja
- Gwatemala
- Hongkong
- Węgry
- Islandia
- Indie
- Indonezja
- Iran
- Irlandia
- Izrael
- Włochy
- Japonia
- Łotwa
- Liban
- Litwa
- Luksemburg
- Meksyk
- Holandia
- Nowa Zelandia
- Norwegia
- Pakistan
- Polska
- Portugalia
- Rumunia
- Rosja
- Arabia Saudyjska
- Słowacja
- Słowenia
- Afryka Południowa
- Korea Południowa
- Hiszpania
- Szwecja
- Szwajcaria
- Tajwan
- Tadżykistan
- Turcja
- Ukraina
- Wielka Brytania
- Stany Zjednoczone
- Urugwaj
- Uzbekistan
- Watykan
- Wenezuela

Działalność RISM Zentralredaktion (Redakcji Centralnej RISM) oraz niemieckich komórek finansowana jest przez Akademię Nauk i Literatury w Moguncji. Komórki lokalne (narodowe) otrzymują niezależne finansowanie w swoich krajach.

## Publikacje
Główna platformą publikacji jest katalog RISM, będący ogólnodostępną darmową bazą online, zawierającą opisy źródeł muzycznych z całego świata. Ponadto RISM wydaje tradycyjne publikacje książkowe podzielone na serie tematyczne.

### Katalog online
Katalog RISM jest dostępny online bez opłat od czerwca 2010 roku. Rozwijanie katalogu możliwe jest dzięki współpracy pomiędzy RISM, Bawarską Biblioteką Państwową oraz Biblioteką Państwową w Berlinie.
Większą część spośród źródeł skatalogowanych w RISM stanowią rękopisy muzyczne (1 009 000 według stanu na lipiec 2019 roku), druki muzyczne (179 000) oraz w mniejszej liczbie libretta (735) i traktaty (122). Katalog rękopisów skupiony jest na źródłach z okresu 1600-1850, choć zawiera także dane dotyczące rękopisów zarówno wcześniejszych, jak i późniejszych. Dla druków muzycznych przyjęto jako cezurę rok 1900 (katalog obejmuje zatem starodruki i druki opublikowane przed początkiem dwudziestego wieku). W bazie RISM można odnaleźć rekordy bibliograficzne dotyczące dzieł ponad 39 000 kompozytorów. Źródła do tych kompozycji znajdują się w ponad 900 bibliotekach na całym świecie.

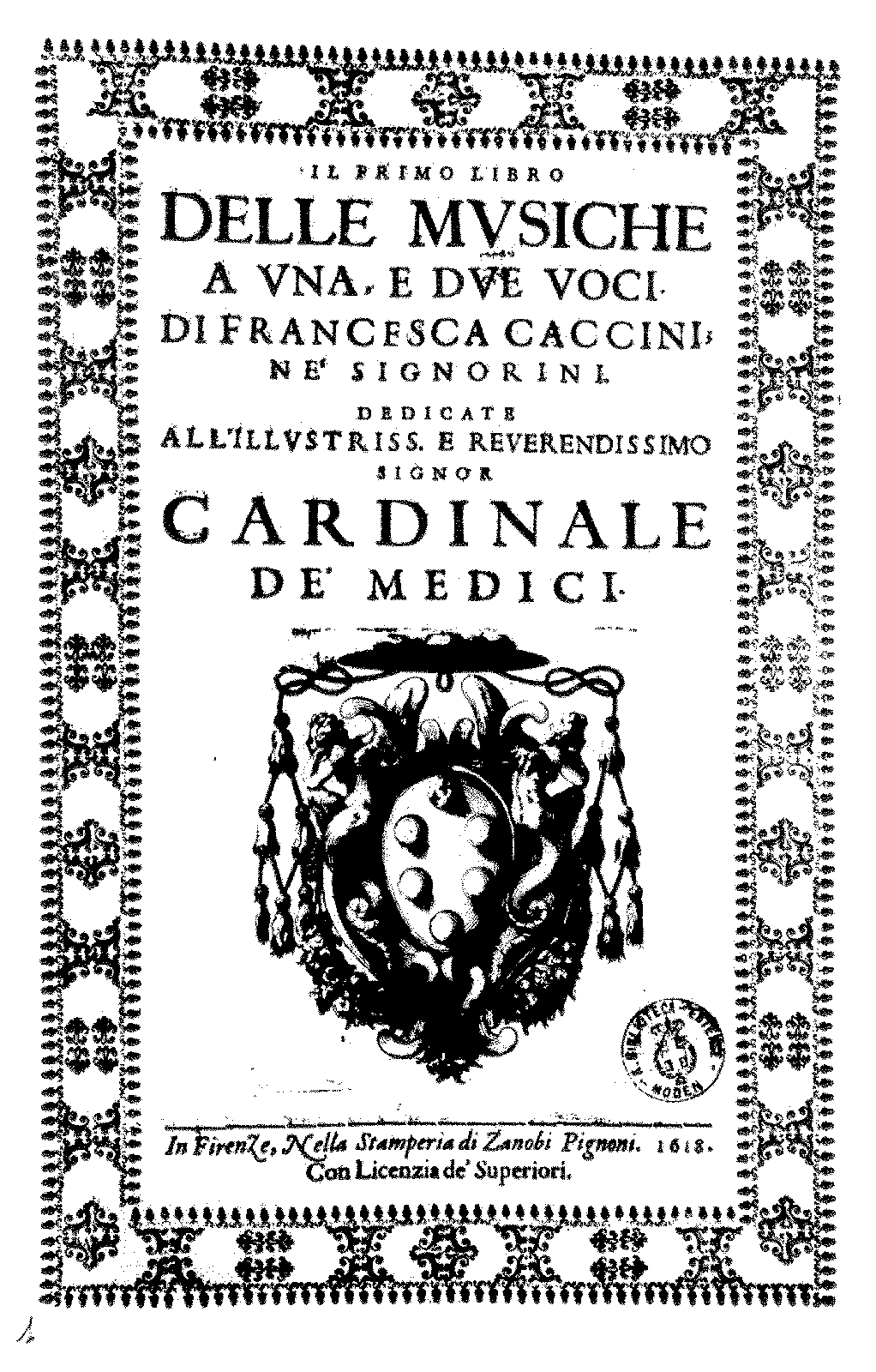
Francesca Caccini, „Primo Libro delle Musiche” (Florencja, 1618). Nr identyfikacyjny RISM: 990007800

Pozycje w katalogu szczegółowo opisują każdy element według jednolitego schematu zawierającego ponad 100 pól. Spośród wielu innych, znajdują się tam m.in. następujące informacje:
- Nazwisko kompozytora (wraz z datami życia)
- Tytuł
- Numer opusu lub numer katalogowy (o ile istnieje)
- Obsada
- Rodzaj zapisu – np. partytura, księgi głosowe, wyciąg fortepianowy
- Dodatkowe osoby, jak np. librecista (autor tekstu), poprzedni właściciel, osoba której dedykowano utwór
- Odniesienia do literatury naukowej (np. prac muzykoogicznych)
- Lista bibliotek lub instytucji w których przechowywane są źródła (np. inne kopie rękopiśmienne lub egzemplarze druków)

Szczegółowy opis rękopisu obejmuje m.in. identyfikację kopisty oraz miejsce i czas powstania. Opis druków muzycznych zawiera informacje takie, jak miejsce i rok publikacji oraz nazwę wydawcy. ponadto wiele rekordów zawiera także incypity muzyczne, czyli początkowe fragmenty melodii poszczególnych części lub odcinków kompozycji.
Bazę można przeglądać i przeszukiwać jej zawartość m.in. poprzez wymienione powyżej pola (a także wiele innych). Bardziej szczegółowe zapytania mogą być tworzone poprzez łączenie szczegółowych indeksów. Można np. przeszukać bazę RISM pod kątem autografów Fryderyka Chopina lub sprawdzić w jakich miejscach znajdują się rękopisy z utworami François Couperina. Wyszukiwanie poprzez incypit muzyczny ma szczególne znaczenie w przypadku identyfikacji źródeł przekazanych anonimowo. Aby użyć tego narzędzia należy wpisać w wyszukiwarkę RISM pierwsze nuty kompozycji.
Baza RISM została stworzona głównie z myślą o badaczach oraz wykonawcach, ale możliwości, jakie daje, są atrakcyjne także dla przedstawicieli innych dziedzin. Przeglądając rekordy zapisane w RISM można uzyskać wgląd m.in. w najróżniejsze aspekty recepcji dzieła muzycznego. Przykładowo, możliwe jest zbadanie w jaki sposób twórczość danego kompozytora oddziaływała po jego śmierci – w tym celu należy sprawdzić jak często jego kompozycje były kopiowane rękopiśmiennie lub czy wydania tych dzieł były wznawiane.
Dzięki bazie RISM badacze mogą uzyskać informacje nie tylko na temat twórczości kompozytorów znanych i cenionych jeszcze dziś, ale także takich, którzy w swoim czasie cieszyli się popularnością, jednak obecnie są mało znani lub zupełnie zapomniani. Czyni to katalog RISM bardzo ważnym narzędziem w badaniach nad historią muzyki, a jednocześnie pomaga muzykom odnajdywać i na nowo wykonywać dzieła zapomniane.
Dane w katalogu online dostępne są na licencji linked data Creative Commons oraz udostępnione jako linked open data do dalszego użytku w katalogach bibliotecznych, projektach z zakresu digital humanities lub projektach badawczych.

### Serie RISM
W pierwszych latach działalności RISM opracowano serię publikacji mających na celu uporządkowanie pracy oraz skupienie się na konkretnych rodzajach repertuaru. Wyniki prac publikowane były w formie serii książkowych. W międzyczasie wiele danych z serii RISM, choć jeszcze nie wszystkie, zostało włączonych do katalogu online.
Serie RISM obejmują następujące elementy:
- Seria A: rękopisy i druki muzyczne według kompozytorów
- Seria B: katalogi źródeł według tematu
- Seria C: indeks bibliotek muzycznych

Ponadto niektóre z grup krajowych prowadzą projekty dokumentujące libretta zachowane na terenie swojej działalności.
RISM Seria A/I – Druki muzyczne
Seria A/I RISM "Druki muzyczne przed 1800" ma celu dokumentację historii drukarstwa muzycznego i zawiera rekordy dotyczącce dzieł według kompozytorów w okresie 1500-1800. Antologie (zawierające utwory wielu kompozytorów) zostały opracowane w Serii B.
Ponad 78 000 wydań opublikowanych przez 7616 kompozytorów (ułożonych alfabetycznie) z 2178 bibliotek zostało opisanych w dziewięciu tomach serii (wydanych w latach 1971–1981). Cztery tomy uzupełniające ukazały się w latach 1986, 1999 oraz w 2003 roku. Ponadto wydano indeksy wydawców muzycznych, drukarzy, sztycharzy nut oraz miejsc publikacji. Wszystkie tomy Serii A/I zostały opublikowane przez wydawnictwo Bärenreiter w Kassel. Pod koniec 2012 roku Bärenreiter wydał także dane katalogowe na płycie CD-ROM. Dane te zostały włączone do katalogu online w 2015 roku.
RISM Series A/II – Rękopisy muzyczne
Seria RISM A/II Rękopisy muzyczne po 1600 obejmuje wyłącznie rękopiśmienne źródła muzyczne. Projekt od samego początku był pomyślany jako publikacja elektroniczna i został opublikowany w formie mikrofiszki i płyty CD-ROM. Wersja CD-ROM bazy danych wyprodukowanej i opublikowanej przez KG Saur w Monachium przestała być rozwijana w 2008 roku. Baza dostępna w subskrypcji poprzez EBSCO (wcześniej NISC) jest nadal dostępna. Cała seria A/II znajduje się w katalogu online.
RISM Seria B
Seria B RISM zawiera katalog źródeł ułożony tematycznie. Tomy z serii B zostały opublikowane przez G. Henle z Monachium. Seria B obejmuje:
- B/I i B/II: Recueils imprimés XVIe – XVIIIe siècles (2 tomy). (Antologie od XVI do XVIII wieku; część B/I obejmująca lata 1500–1550 i 1600-1610 jest dostępna w katalogu online.)[7]
- B/III: Teoria muzyki od epoki karolińskiej do ok. 1500. Opisowy katalog rękopisów (6 tomów)
- B/IV: Handschriften mit mehrstimmiger Musik des 11. bis 16. Jahrhunderts (5 tomów, 1 tom uzupełniający). (Rękopisy muzyki polifonicznąej od XI do XVI wieku)
- B/V: Tropen- und Sequenzenhandschriften. (Rękopisy tropów i sekwencji)
- B/VI: Écrits imprimés dotyczyant la musique (2 tomy). (Drukowane pisma o muzyce)
- B/VII: Handschriftlich überlieferte Lauten- und Gitarrentabulaturen des 15. bis 18. Jahrhunderts. (Rękopisy lutniowe i tabulatury gitarowe od XV do XVIII wieku)
- B/VIII: Das Deutsche Kirchenlied (2 tomy, Kassel: Bärenreiter). (Niemieckie pieśni religijne)
- B/IX: Źródła hebrajskie (2 tomy)
- B/X: Teoria muzyki w pismach arabskich ok. 900–1900 (2 tomy)
- B/XI: Teoria muzyki starogreckiej.
- B/XII: Manuscrits persans concernant la musique. (Perskie rękopisy o muzyce)
- B/XIII: Hymnologica Slavica. Hymnologica Bohemica, Slavica (HBS), Polonica (HP), Sorabica (HS). Notendrucke des 16. bis 18. Jahrhunderts (Muzyka drukowana od XVI do XVIII wieku w Czechach, na Słowacji, w Polsce i w Serbii)
- B/XIV: Les manuscrits du processionnal (2 tomy). (Rękopisy o Procesjonałów)
- B/XV: Mehrstimmige Messen in Quellen aus Spanien, Portugal und Lateinamerika, ca. 1490–1630. (Msze polifoniczne w źródłach z Hiszpanii, Portugalii i Ameryki Łacińskiej około 1490–1630)
- B/XVI: Catalogue raisonné of the Balinese Palm-Leaf Manuscripts with Music Notation
- B/XVII: Die Triosonate: katalog Raisonné der gedruckten Quellen

RISM Seria C
Seria C, zatytułowana Katalog muzycznych bibliotek, wymienia w pięciu tomach wszystkie biblioteki muzyczne, archiwa i prywatne kolekcje zawierające historyczne materiały muzyczne. Każda instytucja opisana w serii C ma siglum biblioteczne, które jest skrótem do identyfikacji instytucji, w której znajdują się źródła muzyczne. Siglum składa się z wielkich liter reprezentujących kraj, łącznika, wielkich liter reprezentujących miasto oraz małych liter nazwy instytucji. Na przykład „I-MOe” oznacza „Włochy, Modena, Biblioteca Estense Universitaria”.
Specjalny tom RISM-Bibliothekssigel. Gesamtverzeichnis (RISM Library Sigla: Indeks), pojawił się w 1999 roku i zawierał sigla dla instytucji na całym świecie. Katalog siglów jest dostępny jako regularnie aktualizowana baza danych z możliwością wyszukiwania na stronie RISM od 2011 r.

## Osoby korzystające z publikacji RISM
- Muzykolodzy poszukujący źródeł związanych z obszarem prowadzonych badań[9];
- Wykonawcy, którzy odkrywają ogromne bogactwo mało znanych utworów, która mogą zostać włączone do ich repertuaru;
- Bibliotekarze, którzy mogą eksplorować źródła, które uzupełniają zasoby własnych bibliotek;
- Studenci, którzy muszą zweryfikować źródła podczas pracy naukowej;
- Antykwariusze muzyczni, którzy mogą wyszukiwać informacje o innych kopiach utworów, które posiadają w ofercie;
- Naukowcy, którzy włączają dane RISM do projektów i analiz w dziedzinie humanistyki cyfrowej, big data i wyszukiwania informacji muzycznych

## Dalsza lektura
- Brook, Barry S. and Richard J. Viano. „The Thematic Catalogue in Music: Further Reflections on its Past, Present and Future.” In Foundations in Music Bibliography, edited by Richard D. Green, 27-46. New York: Haworth Press, 1993.
- Falletta, Martina, Renate Hüsken and Klaus Keil, eds. RISM: Wissenschaftliche und technische Herausforderung musikhistorischer Quellenforschung im internationalen Rahmen. Academic and Technical Challenges of Musicological Source Research in an International Framework. Studien und Materialien zur Musikwissenschaft 58. Hildesheim: Olms, 2010. ISBN 978-3-487-14431-3.
- Heckmann, Harald. „Das Répertoire International des Sources Musicales (RISM) in Geschichte, Gegenwart und Zukunft,” in Wege und Spuren. Verbindungen zwischen Bildung, Wissenschaft, Kultur, Geschichte und Politik. Festschrift für Joachim-Felix Leonhard, ed. Kelmut Knüppel et al. (Berlin: Verlag für Berlin-Brandenburg GmbH, 2007): 597-605.
- Jaenecke, Joachim. „RISM: Eine Fundgrube für verschollen geglaubte Musikdrucke aus Deutschland” („RISM: A Treasure Trove of German Music Prints Thought to be Gone”). In Im Dienste der Quellen zur Musik. Festschrift Getraut Haberkamp. Ed. Paul Mai, 3-11. Bischöflichen Zentralbibliothek Regensburg: Tutzing, 2002.
- Keil, Klaus. „Report 2010.” Acta Musicologica LXXXIII (2011), 161-168. Also available online[10].
- Tuppen, Sandra, Stephen Rose, and Loukia Drosopoulou. „Library Catalogue Records as a Research Resource: Introducing ‘A Big Data History of Music.’” Fontes Artis Musicae 63, no. 2 (April-June 2016): 67-88.
- Ward, Jennifer A. „Getting Back to the Source, Virtually: RISM as a Tool in the Digital Environment.” Arti musices: Croatian Musicological Review, 48, no. 2 (2017): 281-294.
- Keil, Klaus and Laurent Pugin. „Das Internationale Quellenlexikon der Musik, RISM. Ein Gemeinschaftsprojekt zum Nutzen und als Aufgabe für Forschung und Bibliotheken.” Bibliothek Forschung und Praxis 42, no. 2 (2018): 309-318.